# Byron White
Byron Raymond White, zvaný Whizzer (8. června 1917, Fort Collins – 15. dubna 2002, Denver) byl americký právník, soudce Nejvyššího soudu Spojených států v letech 1962–1993, a profesionální fotbalista.
Roku 1961 se stal zástupcem generálního prokurátora USA, o rok později jej prezident John F. Kennedy úspěšně nominoval na místo soudce Nejvyššího soudu USA. Byl prvním soudcem Nejvyššího soudu pocházejícím ze státu Colorado. Zároveň je považován za posledního konzervativního soudce nominovaného demokratickým prezidentem.
Byl jedním ze dvou disentujících soudců v rozsudku Roe vs. Wade, jímž byly v USA legalizovány potraty.